# LGBT历史年表
以下内容为女同性恋者，男同性恋者，双性恋者，与跨性别者(LGBT) 的历史年表。

## 事件年表

### 史前时期

#### 公元前9660年到公元前5000年
- 在中石器時代西西里岛安達拉石洞（英语：Grotta dell'Addaura）的岩画中描绘了成双成对带有菲勒斯特征（突出勃起的阳具）的男性形象，对此场景有多种解释，包括捕猎、杂耍、宗教仪式以及兩男性交的场景。 [1]

#### 公元前7000年到公元前1700年
- 在新石器时代和青铜器时代地中海地区描绘性场景的绘画和雕塑中出现了被称为第三性的人物形象，其具有女性的乳房和男性的外生殖器或者不具有明显的性特征。[2]

### 公元前22世纪
- 在公元前2900年到公元前2500年间，一名身着女性传统服装的服装男子被埋葬在捷克共和国布拉格的郊区。人类学家认为这名男子为跨性别者或第三性别者。[3]
- 佩皮二世作为法老统治埃及时期流传的故事《Neferkare国王和Sasenet将军》（King Neferkare and General Sasenet），暗示他在夜间造访他的将军并发生同性关系。[4][5]

### 公元前7世纪
- 约公元前630年，一枚在克里特岛发现的牌匾最早记录了的多利安人贵族和其青少年男性之间建立的这种被称为古希腊少年愛的社会现象。[6] (另见克里特少年愛 Cretan pederasty（英语：Cretan pederasty）)。古希腊男性之间的婚姻并不被法律所承认，但是男性可以保持长达一生的少年愛（少年愛这个词不同于现代，在当时没有轻佻的负面含义）,这种伙伴关系不同于异性恋婚姻在于其中年长的一方同时充当年轻一方的教育者和导师的角色。 [7]
- 希腊莱斯博斯岛的抒情诗人莎孚(生于公元前630-612，卒于公元前570前后)，以其描绘女同性恋主题的作品著称，亚历山大居民将其位列九名抒情诗人之一。西方语言中「女同性恋者」一词，即源自其居住地莱斯博斯岛。她于公元前600年被放逐。

### 公元前6世纪
- 约公元前540-530年，伊特鲁里亚文明的公牛墓（Tomb of the Bulls）(Italian: Tomba dei Tori),于1892年发现于塔尔奎尼亚的Monterozzi墓地（Necropolis of Monterozzi），描绘了同性性行为。这所坟墓因其壁画中的公牛命名，壁画中公牛对面有一对同性恋和一对异性恋的性爱场景。这幅壁画也许用来辟邪，或者是死后和重生的具象化。三间墓堂依据墓主人的姓名降序排布，Aranth Spurianas 或称 Arath Spuriana，同时也描绘了阿基里斯杀死特洛伊王子特洛伊罗斯的场景以及阿波罗崇拜的相关内容。[8]
- 愛琴海東南方的阿斯蒂帕莱阿岛海邊岩石上刻著陽具的岩畫，上面還有一些字跡。經研究，岩畫是公元前5至6世紀刻下的，畫面表現兩名男性的床笫之歡[9][10]。

### 公元前4世纪
- 公元前385年，柏拉图出版了会饮篇,其中斐德罗，厄里克希马库斯,阿里斯多芬尼斯以及其他希腊学者提出男子与男子之间的恋情是最高形式的爱恋，与女子之间的恋情是出于色欲和功利的(参见柏拉图式恋爱)[11]。而苏格拉底对此持不同观点[12]，他在受到漂亮的亚西比德的引诱时显示出极大的自我控制[13]。
- 公元前350年，柏拉图出版法律篇，其中雅典的外来者和他们的同伴批评说同性恋是色欲的产物，并且对于社会是错误的，因为这种行为不会延续后代并会使市民不负责任。[14]
- 公元前338年，希腊城邦底比斯的一支由150对少年愛者组成的由精英部队底比斯圣队在喀罗尼亚战役中被腓力二世的部队歼灭，腓力二世为其牺牲而惋惜并赞扬了他们的英勇。[15]
- 公元前326年，亚历山大大帝完成了对大部分当时所知的西方世界的征服后，开启了希腊化时代。期间数以百万的人秉持希腊的观点，对同性恋关系呈正面态度。

### 公元前2世纪
- 公元前149年及以前，在罗马共和国时期，斯堪提尼亚法（英语：Lex Scantinia）惩罚那些侵犯自由民青年的性犯罪者；偶尔也适用于检举那些愿意在同性关系中作为被动者的男性公民（罗马人认为在同性关系中充当被动者是丧失男子气概的表现，并予以谴责）[16]，对这些人的惩罚是死刑还是罚款并不十分清楚。对于一个成年男性罗马公民而言，只要他的伴侣是男妓，奴隶或丧失荣誉者（infamis）等其他失去公民资格的人，那么他自愿地参与到同性关系被认为是自然和可被接受的。 在罗马帝国时期，斯堪提尼亚法被图密善作为他司法和道德改革的一部分而发扬。[17]
- 约公元前九十到八十年代，卡图鲁斯加入了以写作流行于罗马后期的简短希腊式讽刺诗歌的诗人小团体中，他的以男性为渴望对象的讽刺诗，显示了罗马文化中新一轮的同性恋美学风潮。[18]

### 公元前1世纪
- 公元前57年，卡图卢斯创作了卡米亚(Carmina)，其中包括对Juventius的情诗，称赞了年轻人蓬勃的性能力，并猛烈地抨击了被动的性悖軌者。
- 公元前42年到39年，维吉尔的《牧歌集》中的第十章是著名的拉丁文版本的同性恋题材。
- 公元前26年到18年，提布鲁斯的挽歌中涉及到了同性恋题材。

### 公元1世纪

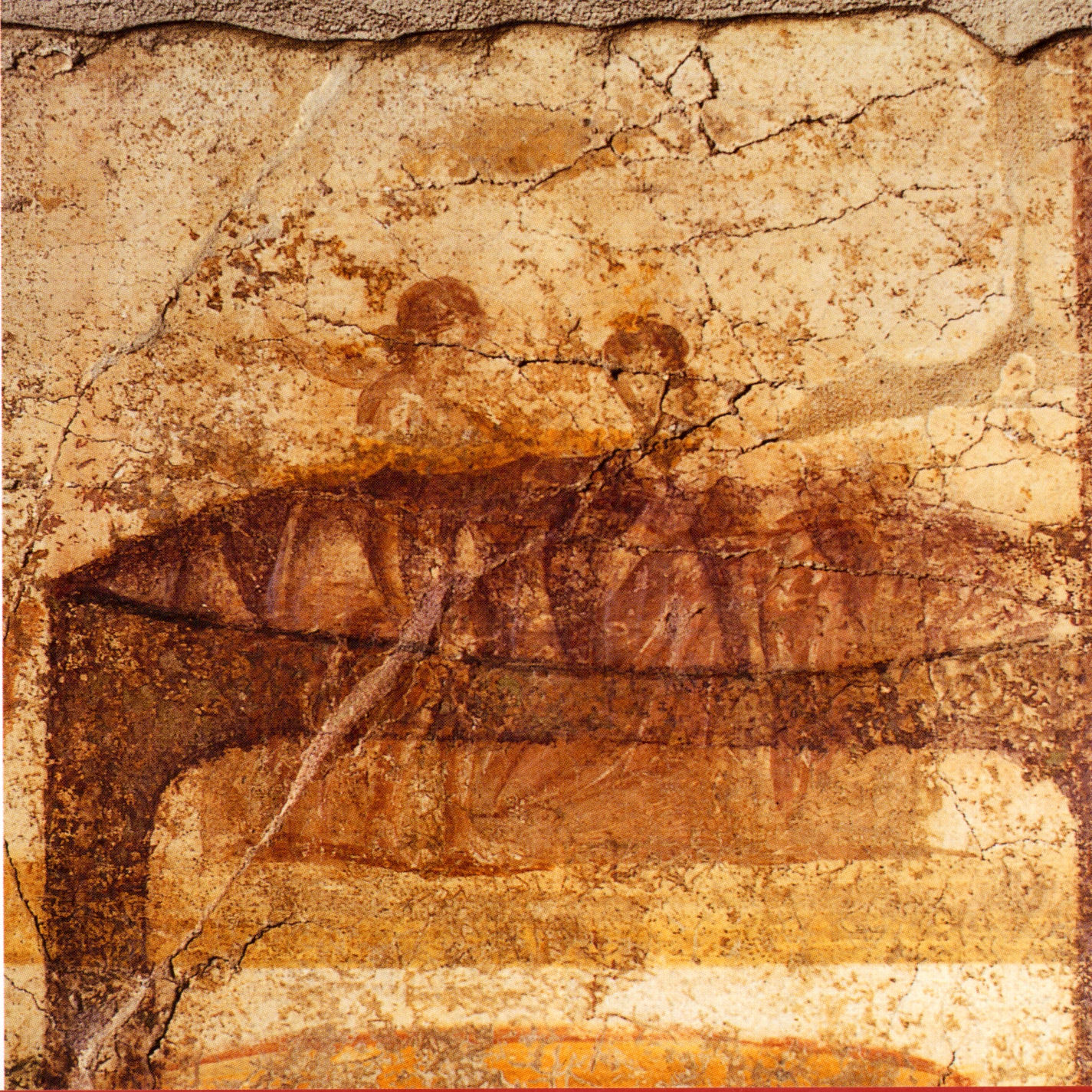
庞贝郊区浴室墙上的女性伴侣壁画

- 公元1世纪  - 沃伦杯被制作，这个银质饮水杯上有描绘了两个男性的同性性行为场景的浮雕。

- 54年 – 尼禄 成为罗马皇帝. 尼禄先后与两个男性公民通过合法的仪式结婚，罗马自由人Pythagoras作为其“丈夫”和阉人Sporus作为其“妻子”，其中Sporus佩戴标志着罗马皇帝妻子的徽章同尼禄共同出入公共场合。[19] 尤维纳利斯和马提亚尔(有争议)记录了当时男性伴侣们举行了传统的婚姻仪式。
- 79年 – 维苏威火山的爆发掩埋了滨海城市庞贝和赫库兰尼姆古城，保存了大量的庞贝古城和赫库兰尼姆的情色艺术（Erotic art in Pompeii and Herculaneum），包括大量具有代表性的男性与男性（英语：Pathicus）以及女性与女性（英语：Sexuality in ancient Rome#Female–female sex）的作品.
- 98年 – 图拉真, 罗马帝国最受爱戴之一的一位皇帝开始了他的统治，他以对男性的迷恋著称，他的这一点被一些国王所利用，如 奥斯若恩即Abgar VII,在因某些罪行招致图拉真愤怒后通过贡献自己年轻英俊的儿子取得原谅。[20]

### 公元2世纪
- 130年 -- 安提诺乌斯，这位罗马皇帝哈德良最宠爱的男孩十九岁时神秘地死于作为罗马行省时的埃及。哈德良因为他的死十分悲痛，全国性地通过命名城市、树立雕像、发行纹章的方式来纪念他，还举行仪式效仿亚历山大大帝纪念情人的方式宣布他为神。
- 165年 – 基督教殉道者Giustino 写到：“我们了解到一个对于新生儿可怕的事，那就是几乎在任何地方，不但女孩，甚至男孩也被强迫卖淫”。[21]

### 公元3世纪
- 218年 – 罗马皇帝埃拉伽巴路斯即位，他曾与一位来自士麦那的运动员Zoticus结婚，两人共同出入公共场合。[22]
- 244年–249年 – 罗马皇帝菲利普试图下令同性卖淫不合法，后失败。[14]

### 公元4世纪
- 305年- 306年 – 代表西欧教会的埃尔韦拉公会议（英语：Synod of Elvira）(在现今西班牙格拉纳达)禁止鸡奸者出席圣餐。
- 314年 – 代表东欧教会的安卡拉公会议（英语：Council of Ancyra） (在现今土耳其安卡拉)，拒绝为15岁以下或20岁以下的未婚以及50岁以上或已婚的被发现有同性性行为的男性举行圣礼。
- 342年 – 基督徒罗马皇帝君士坦斯一世和君士坦提乌斯二世发布了第一部禁止同性婚姻的法律。[23]
- 390年 – 基督徒罗马皇帝瓦伦提尼安二世、狄奥多西一世和阿卡狄奧斯宣布同性性行为非法并判罚其公开火刑。[24]
- 390- 405 – 農諾斯的史诗《狄奥尼西卡》是在此之后一千年里最后一部为人所知赞颂同性恋情的文学著作。[14]

### 公元5世纪
- 498年 – 尽管宣布同性性行为违法，基督徒罗马皇帝继续向男妓收税，直到阿纳斯塔修斯一世最后废除这项税收。[25]

### 公元6世纪
- 529年 – 基督徒罗马皇帝查士丁尼一世 (527–565)将同性恋者比作等同于"饥荒，地震和瘟疫"一样的问题。[26]
- 576年 – 阿纳斯塔西娅去世。她原是一位执政官的妻子，后为避祸逃入亚历山卓附近的修道院，并以僧侣身份度过余生，在当时只有男性才可以这样做。现今性多样化的支持者认为她是一位跨性別的圣徒。
- 589年 – 西班牙的西哥特人王国从阿里乌教派转为天主教。这一转变带来相关法律上的修改，包括对于同性恋者和犹太人的迫害。[27]

### 公元7世纪
- 693年 – 塞蒂马尼亚和伊比利亚半岛的西哥特统治者Egica要求教会处理王国内部的同性恋问题。第十六次托莱多公会议（英语：Sixteenth Council of Toledo）起草了一份文件被Egica采纳，处以同性性行为实施者睾丸阉割、剥夺圣礼、剃发、一百下鞭刑并驱逐流放。[14]

### 公元9世纪
- 800年–900年 – 卡洛林文艺复兴时期，一位修道院院长阿尔琴因违反教会律令给另一位僧侣写情诗被指控为同性恋。[28]

### 公元10世纪
- 966年 – 波兰大公梅什科一世接受天主教为国教，建立皮亚斯特王朝。据称，波兰历史上从未在法律上将同性恋定义为罪行。(见1835和1932).[29][來源請求]

### 公元11世紀
- 1007年 – 神学家The Decretum of Burchard of Worms（英语：Burchard of Worms）将同性恋行为比作通奸，因此主张犯此类“罪行”的人应该用同样的方法忏悔（一般是禁食）。[14]
- 1051年 – 宗教改革者彼得·达米安在他的著作《Liber Gomorrhianus（英语：Liber Gomorrhianus）》中主张牧师对于“违反自然”的人应该施以更重的惩罚。[30]
- 1100年 – 主教沙特尔的伊沃试图说服教宗乌尔巴诺二世关于同性恋的危险性。伊沃指控图尔大主教Rodolfo促使法国国王指任Giovanni为奥尔良主教。Giovanni被人所知是Rodolfo的情人，甚至法国国王也常常公开宣扬与Giovanni的密切关系。但是乌尔巴诺二世并未对此加以考虑。Giovanni此后担任了四十年的主教，而Rodolfo也继续享有盛名和被人尊敬。[31]

### 公元12世纪
- 1102年 –伦敦公会议（英语：Council of London (1102)）对公众宣称同性恋是有罪的。[來源請求]
- 1120年 – 耶路撒冷王国国王鲍德温二世召集纳布卢斯公会议（英语：Council of Nablus）整理王国内的罪行。公会议呼吁对于判处觸犯性悖軌法的罪犯实施火刑。[14]
- 1140年 – 意大利僧侣格拉提安在他编纂的著作《格拉提安教令集》中宣称性悖軌罪是最邪恶的性犯罪，因为它是通过“不自然”的方式进行的。[14]
- 1164年 – 英国僧侣Aelred of Rievaulx（英语：Aelred of Rievaulx）在他的著作De spiritali amicitia中说同性之间的爱恋是难以理解（深奥？）的。
- 1179年 –  罗马第三次拉特朗公会议判处将性悖軌者逐出教会。

### 公元13世纪
- 1232年 – 教宗格列高利九世开始在意大利城邦中建立异端裁判所。一些城市对一级和二级性悖軌罪判处截肢（肉刑），判处三级性悖軌罪和性悖軌惯犯火刑。[來源請求]
- 1260年 – 法国判处一级性悖軌罪犯阉割，二级截肢，三级火刑。妇女被判处此类罪行的也要除以相应的肉刑和死刑。[14]
- 1265年 – 神学家托马斯·阿奎那认为性悖軌罪是仅次于谋杀的严重罪行。[14]
- 1283年 – 法国民法典判处性悖軌罪犯除火刑外没收所有财产。

### 公元14世纪
- 1308-14年 – 法国国王腓力四世以异端、偶像崇拜和性悖軌罪命令逮捕所有圣殿骑士，但是实际上他们只是国王为了解决财务危机的牺牲品。骑士团领袖被判处死刑并于1314年3月18日在巴黎圣母院附近于火刑柱上烧死。
- 1321年 – 但丁在神曲中将性悖軌者置于地狱第七层。
- 1327年 – 英格兰废王爱德华二世被杀，据说被用烧热的拨火棍刺穿直肠而死。爱德华二世曾经为他多次被驱逐的情人第一任康沃尔伯爵（英语：Earl of Cornwall）皮尔斯格·威斯顿（英语：Piers Gaveston）与贵族争斗。[來源請求]
- 1347年 – Rolandino Roncaglia因被指控性悖軌罪而在意大利引起轰动。他承认自己从未与妻子或者其他女人有过性接触，因为他对此从未感到过渴望也从未因她们而勃起过。在他的妻子因瘟疫死后，Rolandino开始衣着女性服装卖淫。尽管他有着男性而不是女性的性器官，很多人还是认为他是女人，因为他有着女性的外观、声音和步态。[32]
- 1370左右 – Jan van Aersdone 和 Willem Case 两位男性在1370年左右在比利时的安特卫普被判处死刑，他们被指控因进行同性性行为而严重触犯欧洲中世纪的法律。[來源請求] 相关文件的发现使得Aersdone 和 Case的名字为人所知。十四世纪另一对已知的同性恋者是威尼斯的Giovanni Braganza 和 Nicoleto Marmagna。[33]
- 1395年 – John Rykener（英语：John Rykener）是英国伦敦附近活跃于牛津的一位異裝妓男，他于1395年因異裝被逮捕和审讯。

### 公元15世纪
- 1424年 – 天主教圣徒聖伯爾納定在意大利佛罗伦萨讲道三日，斥责同性恋和其他形式的肉欲，并以焚烧化妆品、假发以及其他美容装饰品的仪式结束。他同时呼吁判处性悖軌者以陶片放逐制驱逐流放。这种布道以及其他神职人员的做法强化并鼓动了政府更多的对于同性恋人群的迫害。[34]
- 1432年 – 佛罗伦萨建立了第一个特别为检举性悖軌者的组织“夜间警卫”，在之后的70年里逮捕了大约1000名成年男子和男孩，判罪2000余人，大多数处以罚款。
- 1451年 – 教宗尼古拉五世授意宗教裁判所迫害性悖軌者。
- 1475年 – 秘鲁卡帕克·尤潘基统治下的一部编年史记录了对同性恋者处以公开火刑并捣毁住所的迫害（通常用于被征服的部落）。
- 1476年 – 佛罗伦萨法庭1476年的一份记录显示达芬奇和其他三名年轻男性两次被指控犯有性悖軌罪，最后无罪释放。[35]
- 1483年 – 西班牙宗教裁判所建立，性悖軌罪犯被处以石刑、阉割和火刑。在1540到1700年间，超过1600人被判处性悖軌罪。[14]
- 1492年 – 著名的人文主义思想家和神学家德西德里乌斯·伊拉斯谟在荷兰Steyn的一座修道院期间写作了一系列情书给另一位僧侣。[36]
- 1494年 – 意大利多明我会修士萨佛纳罗拉 批判佛罗伦萨民众"可怕的罪行"（主要是同性恋和赌博）并且劝告他们离开他们年轻无须的情人。
- 1497年 – 在西班牙，斐迪南和伊莎贝拉加强了一直以来只是在城市实行的性悖軌法，使其在严重程度上等同于叛国罪和异端罪，而判罚所需的证据数量却被减少了，并允许使用刑罚来获取证据，被告人的财产会被没收。

### 公元16世纪
- 1502年 – 意大利艺术家桑德罗·波提切利被指控犯有性悖軌罪。[37]
- 1523年 – 佛罗伦萨艺术家本韦努托·切利尼第一次受到性悖軌罪的指控。[38]
- 1532年 – 神圣罗马帝国宣布判处性悖軌罪死刑。[14]
- 1532年 – 佛罗伦萨艺术家米开朗基罗写作了超过300首情诗给托马索卡瓦列利（英语：Tomasso dei Cavalieri）。[39]
- 1533年 – 英格兰国王亨利八世 通过了1533年性悖軌法（英语：Buggery Act 1533），对施行肛交者判处死刑。[40]
- 1542年 – 拉普拉塔河口和巴拉圭总督阿尔瓦·努涅斯·卡韦萨·德·巴卡在他的著作《阿尔瓦·努涅斯·卡韦萨·德·巴卡一行从佛罗里达到太平洋的日记 1528-1536》（The Journey of Alvar Nuñez Cabeza de Vaca and His Companions from Florida to the Pacific 1528-1536）中记录了美洲印第安人部落中的同性婚姻以及“身着女性服装并施以女性礼仪，但是使用弓箭并从事重体力劳动”的男性。
- 1543年 – 英格兰国王亨利八世通过1535-1542威尔士法案（英语：Laws in Wales Acts 1535–1542），将1533年性悖軌法（英语：Buggery Act 1533）引入威尔士。
- 1553年 – 女王玛丽一世继承英格兰王位，在1530年左右的英格兰宗教改革中废除了被亨利八世通过的所有法案。
- 1558年–1563年 – 英格兰女王伊丽莎白一世 恢复了亨利八世的法律，包括1533年性悖軌法（英语：Buggery Act 1533）。[14]

### 公元17世纪
- 1620年 – 勃蘭登堡-普魯士将男男性行為有罪化，判以死刑。[14]
- 1624年 – 英国在北美大陆上设立的殖民地弗吉尼亚自治领将性悖軌者判处绞刑。[41]
- 1649年 – 三月，在美洲殖民地马萨诸塞自治领的普利茅斯，莎拉白·诺尔曼（Sarah White Norman）被指控与玛丽·文森特·汉墨（Mary Vincent Hammon）于床上互相淫猥。其中汉墨由于未满16岁被免于起诉。这是北美第一起为人所知的女同性恋案件。[42]
- 1655年 – 美洲殖民地康涅狄格自治领通过了包括针对妇女在内的性悖軌法。[43]
- 1688年 - 1704年 – 阴间茶屋（日语：陰間茶屋）出现在日本江户时代，是为贩卖男色的茶楼,提供宴席或歌舞表演等。[44]

### 公元18世纪
- 1721年 – 在德国，Catherina Margaretha Linck 因女性性悖軌罪被执行死刑。
- 1726年 – 玛格丽特·克莱普（英语：Margaret Clap）的茉莉屋（英语：molly house）在伦敦被警方搜查，三个男性被判处死刑。在茉莉屋中男性被允许穿着女式服装出入，可以自由结交朋友。[45]
- 1730年-1811年，荷兰共和国内出现一股恐慌，导致许多针对性悖軌者的判罚，这股迫害在1730年到1737年，1764年，1776年，1795年到1798年最为严重。[來源請求]
- 1785年 – 英国哲学家、法学和社会改革家杰里米·边沁在英格兰第一个为性悖軌者的无罪化辩护。[14]
- 1791年 – 法国在大革命期间（以及安道尔）施行1791法国刑法典（英语：French Penal Code of 1791），不再将同性性行为判罪。法国成为西欧第一个将成年人间自愿的同性性行为去罪化的国家。[46]
- 1794年 – 普鲁士王国废除了对于性悖軌者的死刑。[14]

### 公元19世纪

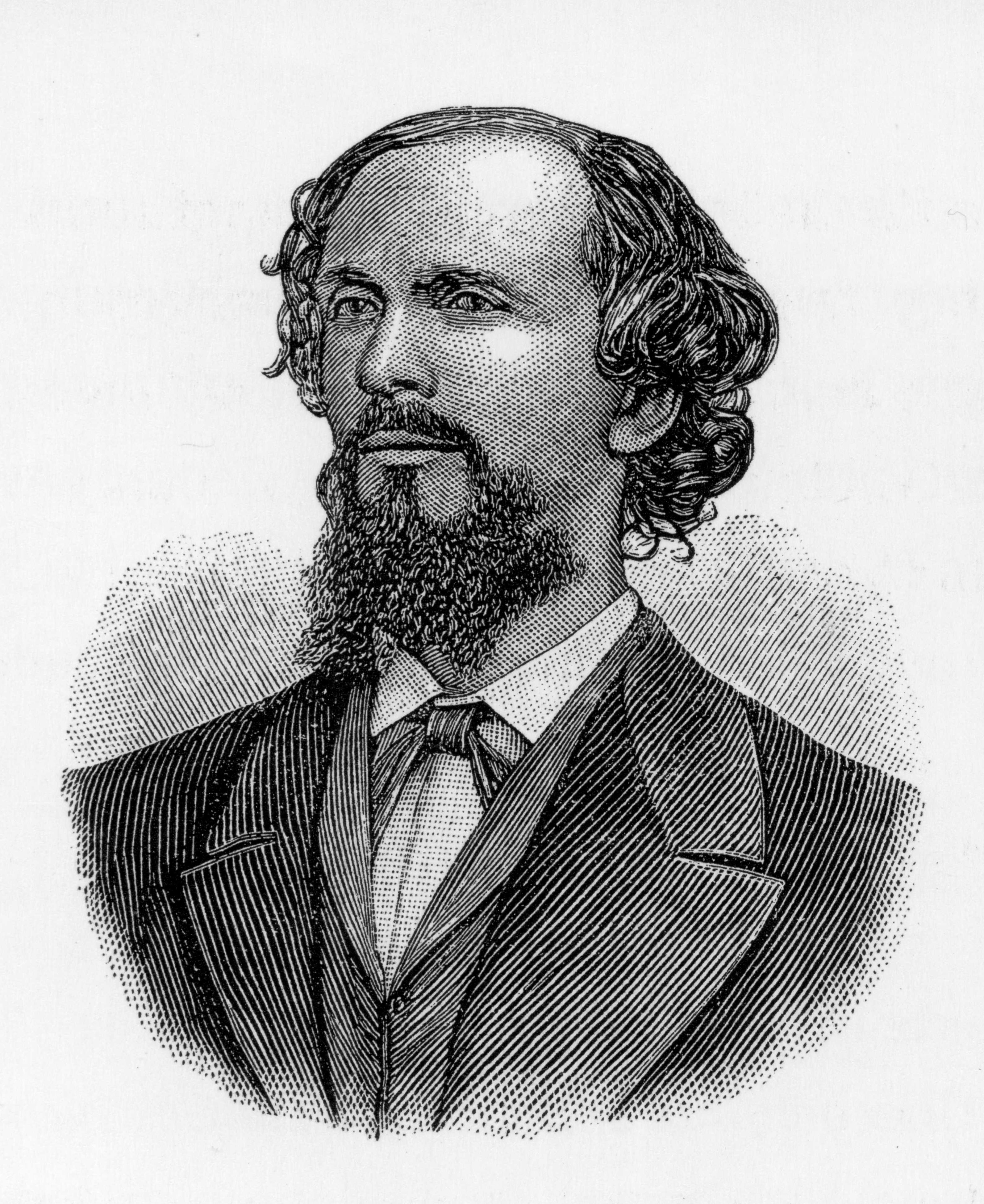
卡尔·亨利希·乌尔利克斯 (1825–1895),LGBT人权先驱

- 1800年代 – 19世纪初出版了最早的关于女同性恋的学术研究。
- 1811年 – 荷兰和印度尼西亚将同性恋行为去罪化。
- 1814年 – “违反自然的性关系或行为”词条第一次出现在美国刑法典中。
- 1830年 – 巴西将同性恋行为去罪化。
- 1832年 – 俄罗斯根据其新刑法典的“995条款”判处同性恋者在西伯利亚5年以下流放。
- 1835年 – 在瓜分波兰事件发生后，成为俄国一部分的波兰会议王国或称俄属波兰历史上第一次判定同性恋行为违法。
- 1836年 – 最后一起对于同性恋的处决发生在大不列颠岛上。詹姆斯·普拉特和约翰·史密斯（英语：James Pratt and John Smith）在位于伦敦的私人住所中被逮捕，并与新门监狱处以绞刑。[47]
- 1852年 – 葡萄牙将同性恋行为去罪化。[48]
- 1856年 – 摩门教中的女同性恋者第一次被记录。盐湖城一名男子在日记中记录一名摩门教女性“试图勾引一个年轻女孩”。[49]
- 1858年 – 奥斯曼帝国（土耳其的前身）将同性恋行为去罪化。[50] 东帝汶将同性恋合法化。
- 1861年 – 在英格兰，Offences against the Person Act 1861法案（英语：Offences against the Person Act 1861） 的修订中移除了对于鸡奸的死刑判决（自1836年后就未实施过），将判罚改为10年以上有期徒刑至终身监禁。
- 1865年 – 圣马力诺将同性恋行为去罪化。
- 1867年 – 1867年8月29日，卡尔·亨利希·乌尔利克斯 成为史上第一个公开自己同性恋身份的人，并在慕尼黑的德国法律家委员会发表公开演讲呼吁保护同性恋权利废除反同性恋法案。
- 1869年 – “同性恋”一词第一次出版印刷在德国-匈牙利国内人权活动家Karl-Maria Kertbeny（英语：Karl-Maria Kertbeny） (1824–1882)编写的宣传册上。
- 1870年 – 约瑟夫和他的朋友：宾夕法尼的故事（英语：Joseph and His Friend: A Story of Pennsylvania） 出版，这是美国小说史上第一部关于同性恋关系的小说。
- 1871年 – 根据德国刑事法第175条，同性恋在德意志帝国全面有罪化；危地马拉和墨西哥将同性恋行为去罪化。
- 1880年 – 大日本帝国将同性恋行为（肛交）去罪化，但是在明治维新早期是违法的。
- 1886年 – 在英格兰，根据维多利亚女王的御准1885年刑法修正案（英语：Criminal Law Amendment Act 1885）宣布男性之间的性行为违法（但是女性之间则不然）。阿根廷将同性恋行为去罪化。葡萄牙再次将同性恋行为有罪化。
- 1889年 – 同性恋在意大利合法化。 英格兰克利夫兰街丑闻爆发。
- 1892年 – “双性恋”和“异性恋”两个词第一次根据它们现在的含义出现在Charles Gilbert Chaddock（英语：Charles Gilbert Chaddock）翻译的理查德·冯·克拉夫特-埃宾的著作《性心理疾病（英语：Psychopathia Sexualis）》中。
- 1892年 – 著名双性恋诗人埃德娜·圣文森特·米莱出生在1892年2月22日。
- 1894年 – 生物学家及人类性学开拓者阿尔弗雷德·金赛博士出生于6月23日。
- 1895年 – 奥斯卡·王尔德根据1885年刑法修正案（英语：Criminal Law Amendment Act 1885）被告“与其他男性发生有伤风化的行为”而被判处在监狱两年服刑。 Adolfo Caminha（英语：Adolfo Caminha）在巴西出版了他富有争议的小说Bom-Crioulo（英语：Bom-Crioulo）（意为“非洲男人和侍童”），其中有同性恋的内容并以黑人男性为故事主角。
- 1897年 – 内科医生及性学家马格努斯·赫希菲尔德在5月14日建立了科学人道委员会来组织同性恋权益维护运动并反对德国刑事法第175条。
- 1897年 – 诗人、作家、同性恋人权活动家George Cecil Ives（英语：George Cecil Ives）建立英格兰了第一个同性恋人权组织罗尼亚社（英语：Order of Chaeronea）.

### 公元20世纪

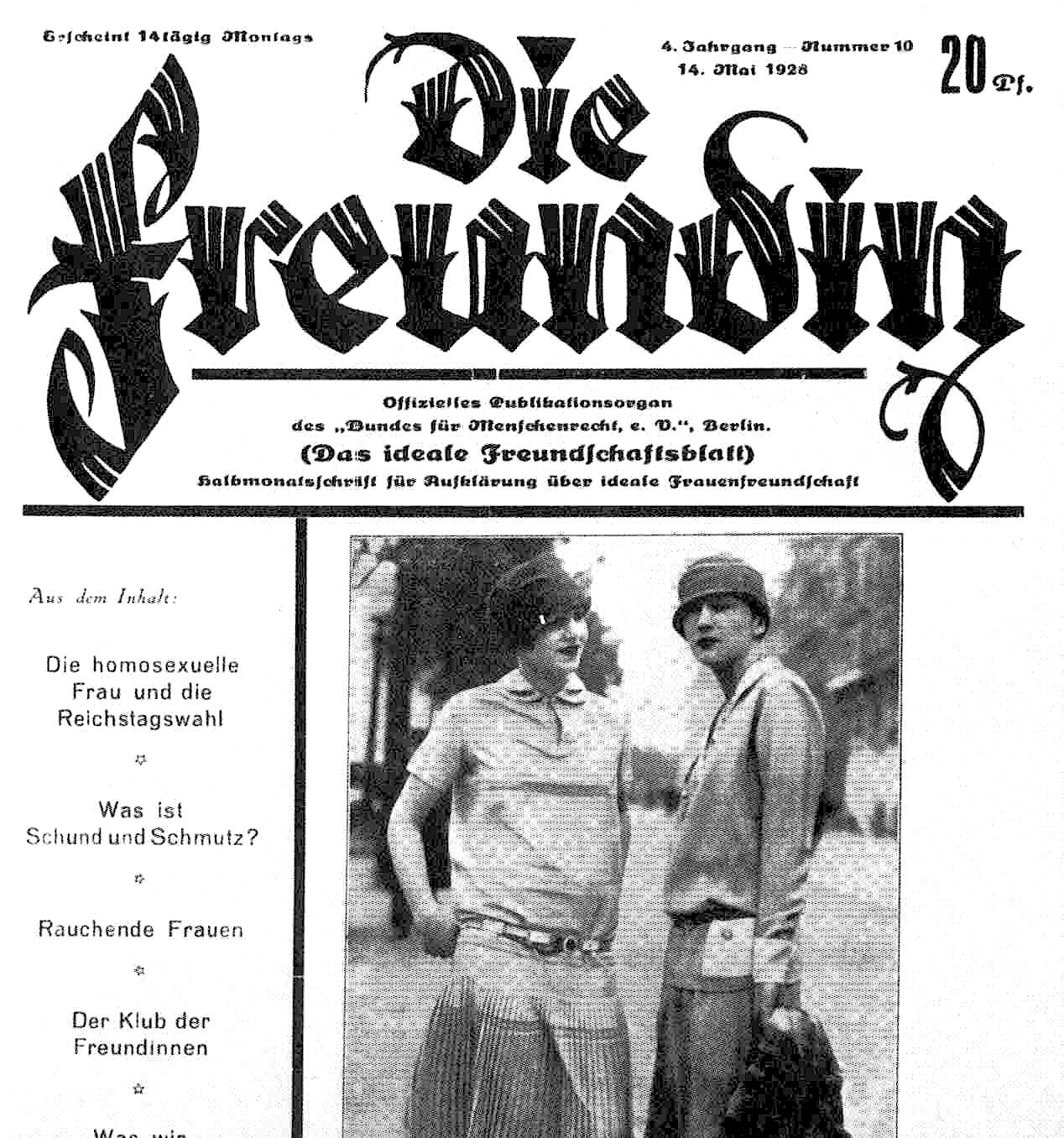
14 May 1928 issue of German lesbian periodical Die Freundin (Friedrich Radszuweit)

- 1903年 – 1903年2月21日，纽约市警察局实施了美国第一次有记录的针对同性恋浴室的搜捕行动。在针对名为“Ariston Hotel Baths”的搜捕行动中，26名男性被拘留，其中12名被控鸡奸罪，7名被判处4到20年徒刑。[51]
- 1906年 – 美国第一部幸福结局的公开同性恋小说《伊姆雷：备忘录（英语：Imre:_A_Memorandum）》出版。[14]
- 1907年 – 致力于推翻德國刑事法第175條的“Gemeinschaft der Eigenen”运动领袖阿道夫·布兰迪（英语：Adolf Brand）宣称德意志帝国总理伯恩哈德·冯·比洛王子为同性恋。王子控告其诽谤并要求恢复声誉；布兰迪被判处18个月徒刑。[52]
- 1907年–1909年 – Harden-Eulenburg Affair（英语：Harden-Eulenburg Affair）事件在德国爆发，记者Maximilian Harden（英语：Maximilian Harden）指控欧伦堡王子Philipp, Prince of Eulenburg-Hertefeld（英语：Philipp,_Prince of Eulenburg-Hertefeld）和中将Kuno von Moltke（英语：Kuno von Moltke）存在同性恋关系。[53]

- 1910 –  埃玛·戈尔德曼（Emma Goldman）首先在公开演讲中对同性权益表达支持，马格努斯·赫希菲尔德博士 之后写道“她是第一个也是唯一一个美国女人在公众面前捍卫同性恋爱”。[54] 14 May 1928 issue of German lesbian periodical Die Freundin (Friedrich Radszuweit)[55]
- 1912 –在摩门教杂志《青年妇女杂志》（Young Woman's Journal（英语：Young_Woman's_Journal））的支持下“莱斯沃斯岛的莎孚[49]”首次明确涉及女同性恋。Jacob Jacob Schorer（荷兰语：Jacob_Schorer）.博士创立了第一个荷兰反歧视同性恋组织“荷兰科学人权委员会”（the Scientific Humanitarian Committee of the Netherlands（英语：Scientific-Humanitarian Committee）） （页面存档备份，存于） (NWHK)
- 1913 – faggot 一词在波特兰出版的犯罪俚语词典中指代同性恋 "All the fagots [sic] (sissies) will be dressed in drag at the ball tonight". 马塞尔·普鲁斯特的《追忆似水年华》在法国出版，意味着同性恋公开在现代西方作家文学作品中。
- 1917 – 俄国的“十月革命”完全废除了之前的刑罚典，包括995条款.[56][57] 布尔什维克 领导人宣称“同性恋和异性恋关系在法律面前是平等的。”
- 1919 –在德国柏林，马格努斯·赫希菲尔德博士组建了一个具有开拓性的私立学术和咨询组织，性学研究所（Institut für Sexualwissenschaft (Institute for Sex Research)）。 1933年5月纳粹组织销毁了其数千卷文献。[58][59][60]
- 1919 - 第一部同性恋电影《与众不同》（Different From the Others）发布，马格努斯·赫希菲尔德博士在其中出现并资助了这部电影。
- 1921 – 在英格兰历史上，第一次试图将女同性恋设为违法的尝试以失败告终。[61]
- 1922 – 苏联在刑法典中讲同性恋行为去刑事化（合法化）。
- 1923 – 同性恋一词fag 第一次在Nels Anderson（英语：Nels_Anderson） 的作品 The Hobo 中出现： "Fairies or Fags are men or boys who exploit sex for profit."
- 1923 – 女同性恋Elsa Gidlow在英格兰出生。她在美国发表了第一部描写女同性恋的诗歌《On A Grey Thread》[62]
- 1924 – Henry Gerber（英语：Henry_Gerber） 在芝加哥建立了美国第一个同性恋权益组织“人权协会“[63]。该组织在警方的压力下只维持了几个月[64]。 同性恋在巴拿马，巴拉圭和秘鲁合法化。
- 1926 – 同性恋“homosexuality”一词第一次出现在美国主流刊物纽约时报上[14]。
- 1927–  波兰同性恋作曲家卡罗尔·马切伊·席曼诺夫斯基被任命为国立音乐学院 Fryderyk Chopin Music Academy主任。
- 1928 – 瑞克里芙·霍尔的《寂寞之井》在英国出版，之后进入美国。它的发表出发了法律争议并将同性恋问题带入公众议题。
- 1929 – 5月22日，《美丽的阿美利加》作者Katharine Lee Bates（英语：Katharine_Lee_Bates）去世。 10月16日，德意志帝国议会投票废除德國刑事法第175條，纳粹掌权后制止了投票的生效。
- 1991 – 香港将同性恋行为去罪化。
- 1997 – 中華人民共和國将同性恋行为去罪化。
- 1999 – 智利将同性恋行为去罪化。

### 21世纪
- 2001 – 荷蘭成为全球及歐洲首個同性婚姻立法的國家。
- 2005 – 加拿大成为北美洲首個同性婚姻立法的國家。
- 2006 – 南非成为非洲首個同性婚姻立法的國家。
- 2019 – 台湾成为亚洲首个同性婚姻立法的國家。
- 2020 – 中国大陆各地公证处普遍开放办理意定监护公证，任何符合规定的公民之间均可办理，包括同性公民。意定监护被认为是中国迈向同性婚姻法制化的第一步。
- 2023 – 中国多省开始试点取消非婚生育限制，为未婚生育的新生儿办理户口，此前有多起女同性恋伴侣申请精子库遭到法院以非婚无法申请精子库驳回的案件，加上试管婴儿技术和国外代孕产业等现象，促成了生育限制的取消。
- 2024– 尼泊尔成为亚洲第二个同性婚姻立法的國家。
- 2025 – 泰国成为亚洲第三个，东南亚首个同性婚姻立法的國家。